# زينب مرعي
زينب مرعي (من مواليد 1986 في مدينة بيروت)، هي كاتبة لبنانية درست اللغة الفرنسيّة وآدابها في كلية الآداب والعلوم الإنسانية في الجامعة اللبنانية. تكتب في الصحافة اللبنانية والصحافة العربية منذ العام 2005، وهي منتجة الفيلم الوثائقي «طهران Unlimited»، كما أنّ لها روايتان هما «الهاوية» التي صدرت عن دار نوفل للنشر والتوزيع عام 2016، ورواية «منزل عائم فوق النهر» فضلًا عن كتيّبات أخرى.
زينب مرعي هي كاتبة لبنانية واعدة، ولدت في بيروت عام 1986. تتميز بأسلوبها الأدبي الرصين وقدرتها على تناول قضايا اجتماعية معاصرة بطريقة عميقةومؤثرة.
- البدايات: بدأت الكتابة في الصحافة اللبنانية والعربية منذ عام 2005، مما أتاح لها فرصة للتعبير عن آرائها ومواهبها الأدبية.
- الإنتاج الأدبي: أصدرت روايتين هما:
  - الهاوية: صدرت هذه الرواية عن دار نوفل للنشر والتوزيع عام 2016، وحظيت بإشادة واسعة من النقاد والقراء.
  - منزل عائم فوق النهر: وهي رواية أخرى لها، تحمل في طياتها الكثير من الإثارة والتشويق.
- الفيلم الوثائقي: بالإضافة إلى الكتابة، قامت بإنتاج الفيلم الوثائقي "طهران Unlimited"، الذي يتناول جوانب مختلفة من الحياة في العاصمة الإيرانية.
- المساهمات: تساهم بكتاباتها في العديد من المنصات الأدبية والثقافية، مما يجعلها شخصية مؤثرة في الساحة الأدبية اللبنانية والعربية.

ما يميز زينب مرعي:
- التنوع: لا تقتصر أعمالها على نوع أدبي واحد، بل تتناول روايات، مقالات صحفية، وحتى أفلام وثائقية.
- العمق: تتميز كتاباتها بالعمق والتحليل النفسي للشخصيات، مما يجعلها قريبة من القارئ.
- الواقعية: تعالج قضايا اجتماعية واقعية بطريقة فنية، مما يثير التفكير والحوار.
- الشغف: يتضح شغفها بالأدب والكتابة في كل عمل تقوم به.

## المسيرة المهنيّة
أول رواية للكاتبة اللبنانيّة هي «الهاوية» التي صدرت عن دار نوفل، وهو الكتاب الذي قام بمقاربة للآثار التي خلفتّها الحرب الأهلية اللبنانية على ناس البلد وعلى مقاتليه. سعت الكاتبة فيه إلى انتشال ما ترّسب في دواخل خائضي تلك الحرب من اعتلال وتشوّه، بل جهدت – حسب قولها – إلى رصدهم عبر شخصية بطل روايتها «سهيل» من خلال حوارية تتردد بينه وبين الشخصية الأخرى «خضر» وهو الأخ الأكبر لسهيل. تعمّدت زينب إفساح حيّز لهذه الشخصية ليلعب دور المرآة عاكسًا عبر الحوارات، أحاسيس سهيل وما يجري في دواخله.
صدرت لها رواية ثانيّة بعنوان «منزل عائم فوق النهر» عن دار نوفل للنشر والتوزيع أيضًا وتتناولُ فيها قضية أربع نساء لبنانيات من أسرة واحدة، ينتمين إلى ثلاثة أجيال متعاقبة، تمثلها الجدة والأم والحفيدتان. وترصد كيفية انعكاس اللعنة القدرية على كل منهن، مسارًا ومصيرًا. في الرواية، تطيح هذه اللعنة التي تشبه اللعنات في المسرح الإغريقي، بعلاقات الأمومة بين بديعة وفاطمة، وبين فاطمة وابنتيها ليلى وبانة، من جهة. وتطيح بعلاقات البنوة بين فاطمة وأمها بديعة، وبين الأختين وأمهما فاطمة، من جهة ثانية. وتطيح بعلاقات الأخوة بين الأختين ليلى وبانة، من جهة ثالثة. وتفرد حيزاً كبيراً للغيرة، والحسد، والكره، والتهميش، والتدمير، والانتقام، ما نقع عليه في أحداث الرواية بوقائعها وذكرياتها.

## قائمة أعمالها
هذه قائمةٌ بأبرز أعمال الكاتبة زينب مرعي:
- الهاوية[17]
- منزل عائم فوق النهر[18]